# Colombier (Allier)
Colombier – miejscowość i gmina we Francji, w regionie Owernia-Rodan-Alpy, w departamencie Allier.

## Demografia
Według danych na rok 1990 gminę zamieszkiwało 331 osób, a gęstość zaludnienia wynosiła 26 osób/km². W styczniu 2015 r. Colombier zamieszkiwały 334 osoby, przy gęstości zaludnienia wynoszącej 26,2 osób/km².